# Chiesa di San Giorgio (Scena)
La chiesa di San Giorgio (St. Georg o St. Georgen in tedesco) a Scena si trova nella frazione omonima.
La chiesa a pianta circolare conserva affreschi del XIV secolo. Al suo interno si trova un trittico tardo gotico attribuito alla bottega di Hans Schnatterpeck e sculture barocche di Vilgefortis, santa della devozione popolare.

## Galleria d'immagini

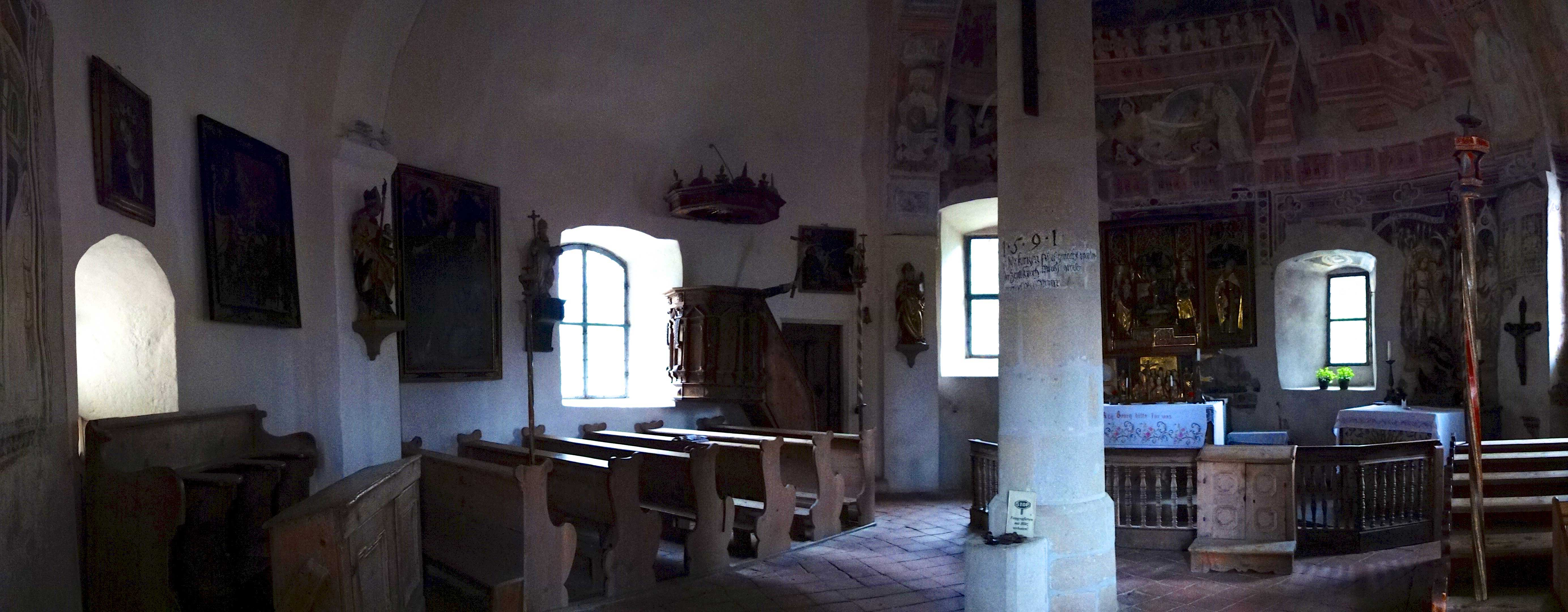
Vista dell'interno della chiesa
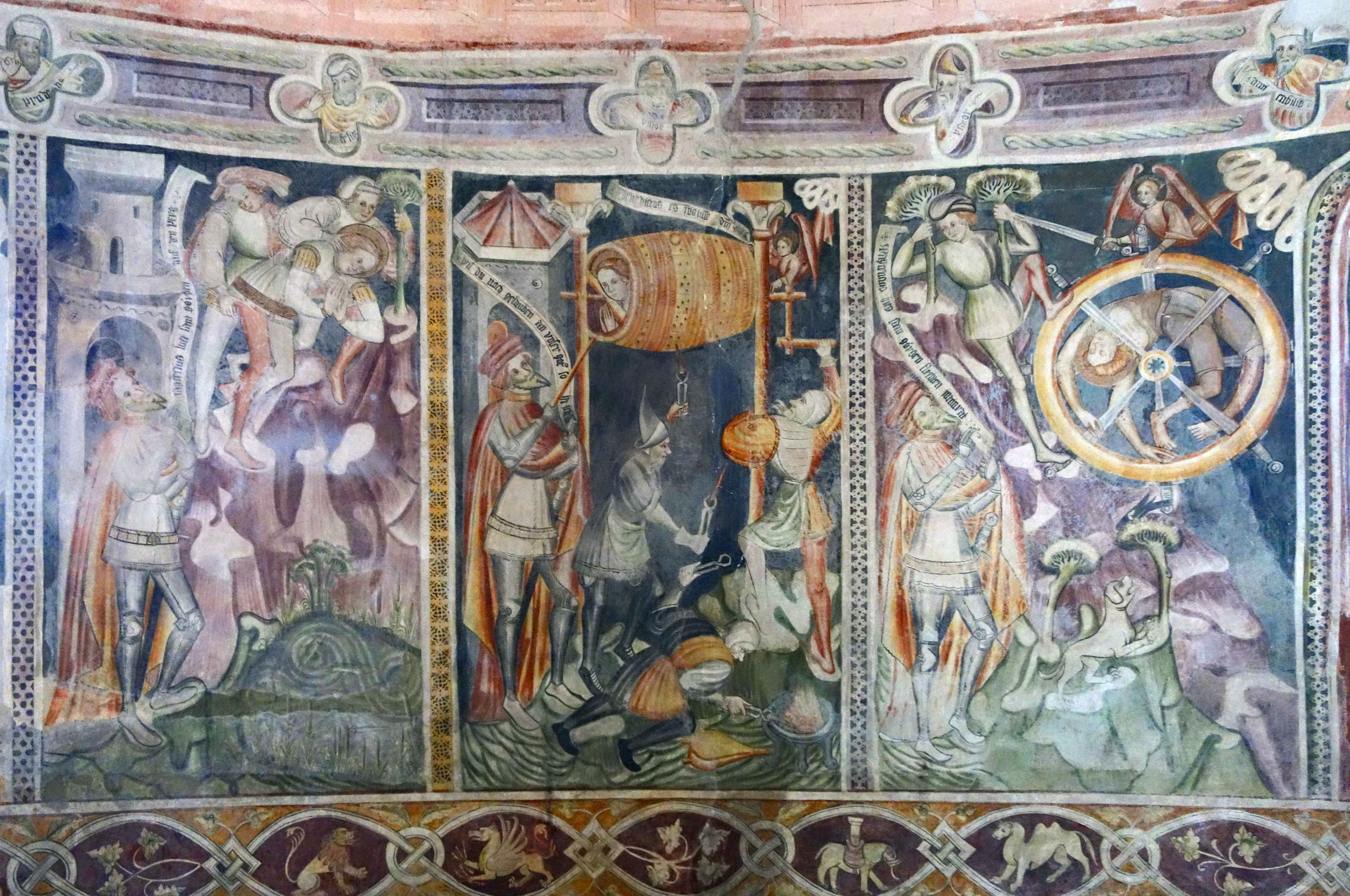
Uno degli affreschi illustranti il martirio di San Giorgio
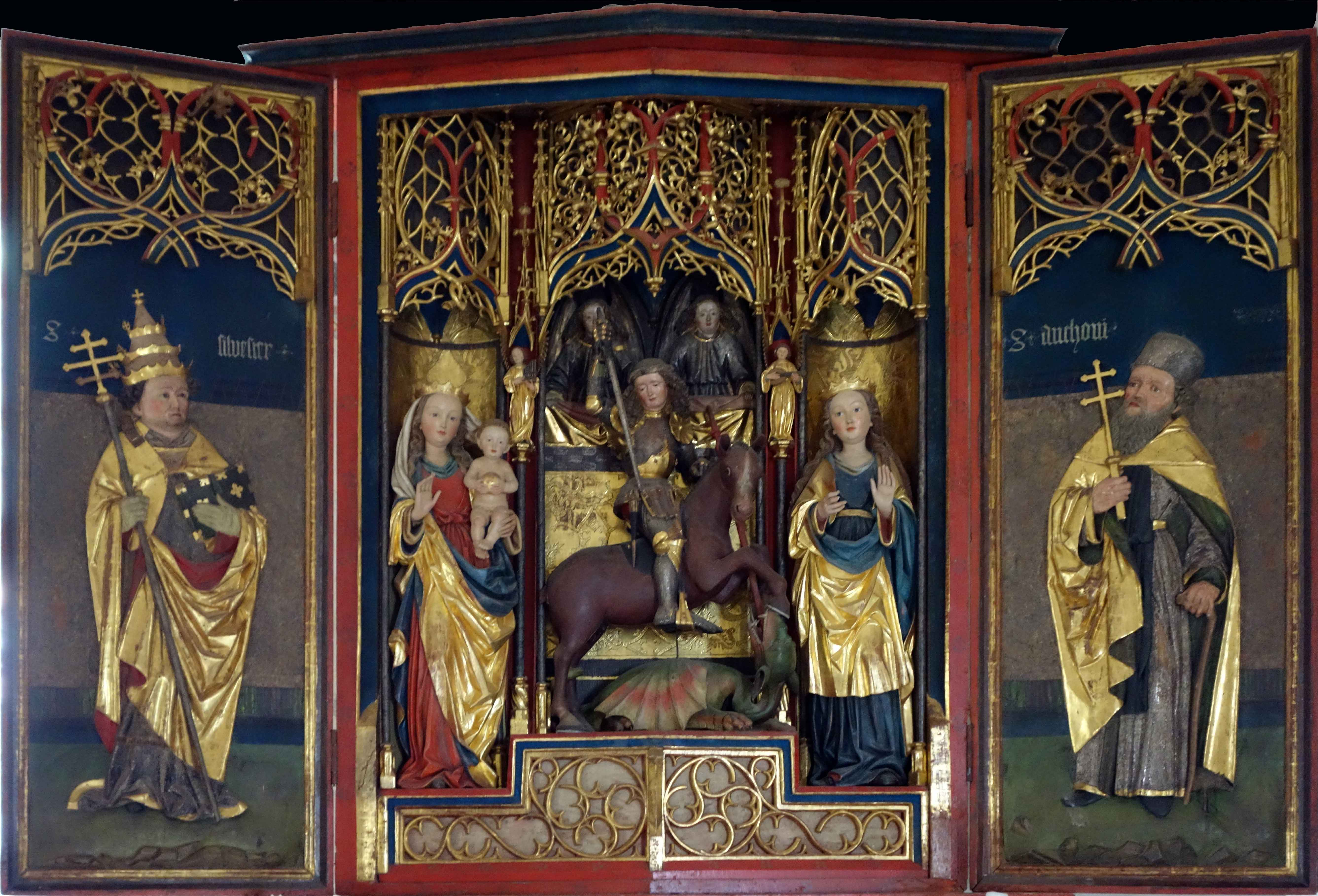
Trittico d'altare attribuito alla bottega di Hans Schnatterpeck